# Sex-appeal d'Émile
 (octobre 2021).
 (mai 2019).
Sex-appeal d'Émile est un EP de Pierre Perret sorti en 1958 chez Barclay (70 155).

## Listes des titres
| 1.   | Sex-appeal d'Émile  | 2:27 |
| 2.   | Ma compagne         | 2:10 |
| 3.   | Onésime             | 2:30 |
| 4.   | La Chanson du malin | 1:58 |
| 9:05 |                     |      |

## Crédits
- Accompagnements : François Charpin et son Trio
- Contrairement à celles de ses deux premiers 45 tours, les musiques sont signées par le chanteur lui-même

### Article commexe
- Discographie de Pierre Perret